# 小寺彰
小寺 彰（こてら あきら、1952年〈昭和27年〉4月5日 - 2014年〈平成26年〉2月10日）は、日本の法学者。専門は国際法・国際経済法。学位は、法学士（東京大学）。元東京大学教授。京都府出身。

## 略歴
略歴は以下の通り。
- 1971年（昭和46年）3月 - 洛星高等学校卒業
- 1976年（昭和51年）
  - 3月 - 東京大学法学部卒業
  - 4月 - 東京大学法学部助手（学士助手）
- 1979年（昭和54年）4月 - 東京大学教養学部助手
- 1980年（昭和55年）7月 - 東京都立大学法学部助教授
- 1989年（平成元年）
  - 4月 - 東京都立大学法学部教授
  - 10月 - 東京大学教養学部助教授
- 1995年（平成07年）10月 - 東京大学教養学部教授
- 1996年（平成08年）4月 -
  - 東京大学大学院総合文化研究科教授
  - 世界貿易機関補助金相殺措置専門家部会委員（1999年4月まで）
- 2001年（平成13年）4月 - 経済産業研究所ファカルティフェロー（2002年6月再任、以降更新により2013年12月まで）
- 2009年（平成21年）11月 - 日本国際経済法学会理事長（2012年11月まで）
- 2014年（平成26年）2月10日 - 胆嚢癌のため死去[2]。61歳没。

## 著書

### 単著
- 『WTO体制の法構造』（東京大学出版会，2000年）
- 『パラダイム国際法――国際法の基本構成』（有斐閣，2004年）

### 編著
- 『転換期のWTO――非貿易的関心事項の分析』（東洋経済新報社，2003年）
- 『国際投資協定 仲裁による法的保護』（三省堂，2010年）

### 共編著
- （奥脇直也）『国際法キーワード』（有斐閣，初版・1997年／第2版・2006年）
- （中川淳司）『基本経済条約集』（有斐閣，2002年）
- （岩田一政・山影進・山本吉宣）『国際関係研究入門〔増補版〕』（東京大学出版会，2003年）
- （岩沢雄司・森田章夫）『講義国際法』（有斐閣，初版・2004年／第2版・2010年）
- （中山信弘・道垣内正人）『国際社会とソフトロー』（有斐閣，2008年）
- （森川幸一・西村弓）『国際法判例百選〔第2版〕』（有斐閣，2011年）